# Пютман, Жорж
Виктор Жан Жисле́н Пютман (фр. Victor Jean Ghislain Putmans; 29 мая 1914, Намюр — 12 ноября 1989, Маршен, Валлония) — бельгийский футболист, вингер, участник чемпионата мира 1934 года.

## Клубная карьера
Пютман — воспитанник клубов «Льеж» и Юи. В сезоне 1930/1931 года дебютировал в составе последних, забив 9 мячей в 19 играх. В 1936 году стал футболистом льежского «Стандарда» в составе которого дебютировал в высшем бельгийским дивизионе. В 1946 году вернулся в «Юи», в составе которого выступал до завершения игровой карьеры.

## Национальная сборная
Был в заявке на чемпионат мира 1934 года в Италии, но на поле не появился.